# Amt Oestinghausen
Das Amt Oestinghausen war ein Amt im alten Kreis Soest in Nordrhein-Westfalen, Deutschland. Im Rahmen der nordrhein-westfälischen Gebietsreform wurde das Amt zum 1. Juli 1969 aufgelöst. Sein Gebiet gehört heute zum Kreis Soest.

## Geschichte
Im Rahmen der Einführung der Landgemeindeordnung für die Provinz Westfalen wurde 1843 im Kreis Soest aus der Bürgermeisterei Oestinghausen das Amt Oestinghausen gebildet. Das Amt umfasste zeit seines Bestehens zwölf Gemeinden.
Durch das Gesetz zur Neugliederung des Landkreises Soest und von Teilen des Landkreises Beckum wurde das Amt Oestinghausen zum 1. Juli 1969 aufgelöst:
- Heintrop-Büninghausen, Hovestadt, Hultrop, Krewinkel-Wiltrop, Niederbauer, Nordwald, Oestinghausen und Schoneberg wurden Teil der Gemeinde Lippetal, die auch Rechtsnachfolgerin des Amtes wurde.
- Bettinghausen und Ostinghausen wurden Teil der neuen Gemeinde Bad Sassendorf.
- Eickelborn und Lohe blieben zunächst amtsfreie Gemeinden und wurden am 1. Januar 1975 in die Stadt Lippstadt eingemeindet.

## Gemeinden (Stand 1969)
1. Bettinghausen
2. Eickelborn
3. Heintrop-Büninghausen
4. Hovestadt
5. Hultrop
6. Krewinkel-Wiltrop
7. Lohe
8. Niederbauer
9. Nordwald
10. Oestinghausen
11. Ostinghausen
12. Schoneberg

## Einwohnerentwicklung
| Jahr | Einwohner | Quelle |
| ---- | --------- | ------ |
| 1871 | 4147      | [ 3 ]  |
| 1885 | 4267      | [ 4 ]  |
| 1895 | 4648      | [ 5 ]  |
| 1910 | 5306      | [ 6 ]  |
| 1933 | 6737      | [ 7 ]  |
| 1939 | 7173      | [ 7 ]  |
| 1950 | 9280      | [ 8 ]  |
| 1961 | 8692      | [ 9 ]  |